# Relaciones China-Corea del Norte

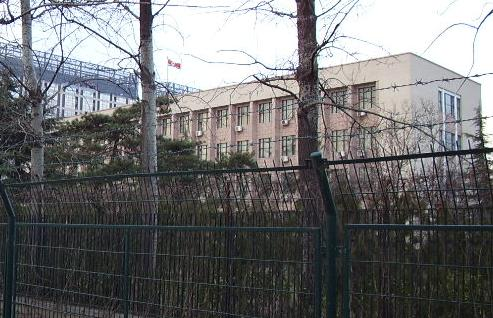
Embajada de Corea del Norte en Pekín.

Las relaciones entre China y Corea del Norte son bilaterales entre la República Popular China y la República Popular Democrática de Corea.
China mantiene una embajada en la capital norcoreana Pionyang y un consulado en Chongjin. La Embajada de Corea del Norte en China está localizada en el Distrito de Chaoyang, en Pekín,  y un consulado en Shenyang.
En el pasado China y Corea del Norte mantuvieron relaciones diplomáticas cercanas, sin embargo las relaciones entre China y Corea del Norte han disminuido notablemente en los últimos años. La disminución de las relaciones entre China y Corea del Norte se debe principalmente a la creciente preocupación en China por cuestiones como la represión de barcos pesqueros chinos por parte de Corea del Norte y, lo que es más importante, el programa de armas nucleares.